# Chalinolobus neocaledonicus
Chalinolobus neocaledonicus es una especie de murciélago de la familia Vespertilionidae.

## Distribución geográfica
Es endémica de Nueva Caledonia